# Джорджо дел Векио
Джорджо дел Векио е италианския юрист на ХХ век, със свой оригинален принос към философията на правото в историята на правото. Първият юрист по професия и призвание, доктор хонорис кауза на Софийския университет.  Шести в списъка на отличените от българската Алма матер, като вероятно заслугата за това е на ректора Любен Диков, и е във връзка с Булгаро, чието име носи университетския параклис на Болонския университет.
Баща му Джулио Салваторе дел Векио е професор по статистика от 1872 г., и в Болонския университет от 1877 г., като принадлежи към голямата еврейска общност на Романя. 
Професор в Римския университет от 1920 до 1953 г., той е ректор на Университета от 1925 до 1927 г. В периода между двете световни войни, въпреки произхода си, дел Векио се придържа идеологически към фашизма. Джорджо дел Векио е сред основните тълкуватели на неокантианството и е противник на правния позитивизъм. 
На български език са преведени и издадени четири негови произведения:
1. Рационалната основа на правото, с предговор от проф. Любен Диков, София, 1935 г. [4]
2. Справедливостта, превод от Цеко Торбов, София, 1936 г.
3. Индивид, държава и корпорация, София, 1941 г.
4. „Homo juridicus“ и недостатъчността на правото като правило на живота, превод от Цеко Торбов //  Годишник на Софийския университет; Annuaire de L'Universite de Sophia 12.   1947. с. 1- 25.

През 1999 г. философията на правото на Джорджо дел Векио получава известност посредством и друг непубликуван на български език негов труд – „Прогрес и упадък на правото“, заедно с представянето му от Венелин Ганев с оценка на философията на правото му от Нено Неновски. 